# 格拉特斯多夫
格拉特斯多夫是德国巴伐利亚州的一个市镇。总面积25.98平方公里，总人口1338人，其中男性646人，女性692人（2011年12月31日），人口密度52人/平方公里。